# Hans Rosenhauer
Hans Rosenhauer (* 1928) ist ein deutscher Hörspielregisseur.

## Leben
Rosenhauer kam direkt von der Schule zum NWDR, um so die Jahre bis zum – später nicht verwirklichten – Jurastudium zu überbrücken. Die Kriegsrückkehrer wurden damals bevorzugt immatrikuliert. Ein Jahr verbrachte er zum Erfahrungsaustausch bei der BBC. Sein Lehrer und Vorbild war Fritz Schröder-Jahn. 1953, mit 25 Jahren, übernahm Rosenhauer die erste große Hörspiel-Inszenierung: Die menschliche Komödie von William Saroyan in 8 Folgen. 1972 trat er beim NDR die Nachfolge von Fritz Schröder-Jahn an. 1983 erhielt Hans Rosenhauer den Hörspielpreis der Kriegsblinden für Die Brautschau des Dichters Robert Walser im Hof der Anstaltswäscherei von Bellelay, Kanton Bern von Gert Hofmann (Prod.: NDR/hr, 1982).
Am 17. Februar 1993 schrieb die Hörfunkkollegin Mechthild Zschau in der Süddeutschen Zeitung: „Hans Rosenhauer gehört zu der kleinen, erlesenen Schar der hauptamtlich bestellten Hörspiel-Regisseure der Bundesrepublik. Jetzt muss er in den Ruhestand gehen, und den Schmerz darüber kann er kaum verbergen.“

## Hörspiele (Auswahl)
Für den Zeitraum von 1950 bis 1998 sind bei der ARD-Hörspieldatenbank 377 Datensätze gelistet, bei denen Hans Rosenhauer als Regisseur geführt wird.
- 1950: Günter Baare: Der späte Kunde (Kurzhörspiel – NWDR Hamburg)
- 1951: Dieter Rohkohl: Bummel durch den Juni (Hörbild – NWDR Hamburg)
- 1952: André Maurois: Schule für Eheglück (11 Folgen) (Hörspielbearbeitung, Kurzhörspiele – NWDR Hamburg)
- 1952: Franz Joseph Pootmann: Pfandschein 1313 (Original-Hörspiel, Kriminalhörspiel – NWDR Hamburg)
- 1953: William Saroyan: Menschliche Komödie (8 Teile) (Hörspielbearbeitung – NWDR Hamburg)
- 1954: Anonymus: Die schönsten Märchen aus 1001 Nacht: Der Fischer, der Dämon und der versteinerte Prinz (Hörspielbearbeitung – NWDR Hamburg)
- 1955: Siegfried Lenz: Die Fischer von Jinjaboa. Funknovelle (Originalhörspiel – NWDR Hamburg)
- 1955: Simon Glas: Der letzte Tag (Originalhörspiel – NWDR Hamburg)
- 1956: Evelyn Waugh: Wiedersehen mit Brideshead (Hörspiel – HR/RB)
- 1957: Günter Eich: Der Ring des Kalifen (Originalhörspiel – NDR)
- 1959: Kurd E. Heyne: Der blaue Wilson (Originalhörspiel, Kriminalhörspiel – RB)
- 1960: Lonnie Coleman: Kein Weg nach Bartow (Hörspielbearbeitung – SWF)
- 1961: Hugo Hartung: Die Braut von Bregenz (Hörspielbearbeitung – RB)
- 1962: Konrad Hansen: Gartenlaube mit Baukostenzuschuß (Hörspiel – NDR)
- 1963: Marie Luise Kaschnitz: Caterina Cornaro (Originalhörspiel – NDR)
- 1964: Marie Luise Kaschnitz: Die fremde Stimme (Hörspiel – NDR)
- 1965: Bohumil Hrabal: Tanzstunden für Erwachsene und Fortgeschrittene (Hörspielbearbeitung – RIAS/NDR)
- 1966: Miodrag Djurdjevic: Die Falle (Hörspiel – NDR/HR)
- 1967: Kazimierz Strzałka: Flucht in die Dämmerung (Originalhörspiel – NDR)
- 1968: Herbert Lichtenfeld: Gastspiele (Originalhörspiel – NDR/SFB)
- 1972: Marianne Eichholz: Großes Schnarchen eines Wappentieres (Hörspiel – NDR)
- 1977: Günter Eich, Ilse Aichinger: Der letzte Tag von Lissabon (Originalhörspiel – NDR)
- 1980: Günter Eich: Die Stunde des Huflattichs (Originalhörspiel, Science-Fiction-Hörspiel – NDR)
- 1982: Gert Hofmann: Die Brautschau des Dichters Robert Walser im Hof der Anstaltswäscherei von Bellelay, Kanton Bern (Originalhörspiel – NDR)
  - Auszeichnung: Hörspielpreis der Kriegsblinden 1983
- 1983: Jörg-Michael Koerbl: Alte Männer am Meer (Hörspiel – NDR)
- 1990: Mishima Yukio: Yokohama (Hörspielbearbeitung – NDR)
- 1998: Hannelore Hippe: Die nationale Nase (Originalhörspiel, Kriminalhörspiel – MDR)